# Lijn A (metro van Rotterdam)
Metrolijn A is een metrolijn van de Rotterdamse metro. De lijn loopt van metrostation Binnenhof in de wijk Ommoord naar station Schiedam Centrum. De lijn was, tot elke metrolijn op 13 december 2009 een eigen letter kreeg, een onderdeel van de Calandlijn. De lijn rijdt grotendeels dezelfde route als metrolijn B, na station Graskruid splitsen beide lijnen zich. De langere lijn B verbindt de metrostations Nesselande en Hoek van Holland Strand en de kortere lijn A op het drukkere middendeel van dit traject station Schiedam Centrum en Binnenhof.
De lijn is tussen station Capelsebrug tot eindpunt Binnenhof uitgevoerd als sneltram.

## Geschiedenis
Op 6 mei 1982 werd de tweede metrolijn van Rotterdam geopend tussen Capelsebrug en Coolhaven, toen Oost-Westlijn genaamd. Op 27 mei 1983 werd de lijn als sneltram doorgetrokken tot het huidige eindpunt Binnenhof in de wijk Ommoord. Een geplande halte nabij de 's-Gravenweg en Veerseheuvel tussen de stations Capelsebrug en halte Oosterflank werd niet gerealiseerd. Op 25 april 1986 werd de lijn in westelijke richting verlengd naar station Marconiplein. Samen met de in 1984 geopende aftakking naar Zevenkamp (inmiddels onderdeel van metrolijn B) vormde dit jarenlang de basis van de Oost-Westlijn.  In de beginfase reden de metro's naar Ommoord en Zevenkamp tot station Alexander gekoppeld, waarna de metro gesplitst werd in 2 rijtuigen naar Zevenkamp en 1 rijtuig naar Ommoord. Op de terugweg werden de metro's weer gekoppeld. Dit had echter een aantal praktische bezwaren, waardoor hier op 1 april 1985 van afgestapt is en er aparte metro's vanuit het centrum naar Ommoord en Zevenkamp reden.
Nadat in 1994 een tweede aftakking werd geopend naar Capelle aan den IJssel volgde op 4 november 2002 een verlenging in westelijke richting van Marconiplein die via Schiedam en Pernis bij het nieuwe station Tussenwater aansloot op metrolijn D richting De Akkers. Tussen 2002 en 2005 reden ook de metro's vanaf Binnenhof op bepaalde tijden over de nieuwe route naar De Akkers, sinds 29 augustus 2005 gingen deze niet verder dan het station Schiedam Centrum.
De lijn heeft gedurende de jaren meerdere keren een nieuwe naam gekregen. Oorspronkelijk vormde de lijn samen met de huidige metrolijn B de Oost-Westlijn. In 1994 toen de aftakking naar Capelle aan den IJssel in gebruik werd genomen kregen de metrolijnen een lijnkleur, de lijn naar Binnenhof werd aangegeven met oranje. Ook voerden de metro's richting Binnenhof de wijknaam Ommoord als eindbestemming voor op het rijtuig, in plaats van de naam van het eindstation Binnenhof. In 1997 werd de naam Oost-Westlijn vervangen door Calandlijn met de kleur rood voor alle drie de aftakkingen. Op de bestemmingsborden werd nog wel tot 2002 de kleur oranje gebruikt voor de metro's naar Ommoord. Vanaf 13 december 2009 heeft de RET de naam Calandlijn laten vallen, sindsdien is de lijn bekend als Metrolijn A met als lijnkleur groen. Ommoord als naam van de eindbestemming is op deze dag tevens komen te vervallen en sindsdien wordt de naam van het eindstation Binnenhof weer gebruikt als bestemming.
In de zomer van 2010 was lijn A 200 meter korter geworden. De uitloopsporen nabij metrostation Binnenhof zijn toen verwijderd. Tussen april en juli 2017 en tussen september 2017 en februari 2018 werd de route bij Schiedam tijdelijk in de spits verlengd tot aan Pernis (geldt niet in de schoolvakanties).
Per 30 september 2019 werd de Hoekse Lijn gekoppeld aan het metronet bij station Schiedam Centrum. Metrolijn A reed per 4 november 2019 gedurende de spits door naar Vlaardingen West.
Met ingang van 26 oktober 2020 werden de spitsritten van lijn A naar Vlaardingen West opgeheven wegens personeelstekort. Ook kwam het om dezelfde reden voor dat er periodes waren dat de lijn enkel tussen Binnenhof en Capelsebrug reed.
Tussen 13 september en 23 oktober 2021 werd lijn A wegens materieeltekort ingekort tot het traject Graskruid - Binnenhof via Romeynshof. Op station Graskruid konden reizigers overstappen op lijn B, waardoor alle metrostations van lijn A wel bediend bleven.

## Exploitatie
Metrolijn A kent twee vaste routes: doordeweeks overdag rijdt de lijn van Binnenhof naar Schiedam Centrum, 's avonds (vanaf 19.00 uur) en op zaterdag- en zondagochtend (t/m 10.00 uur) is de lijn ingekort tot het traject Binnenhof – Kralingse Zoom.
Tussen 27 augustus 2018 en augustus 2019 reden de metro's tot 19.00 uur na Schiedam Centrum door naar Pernis gelegen aan metrolijn C. De reden hiervoor was dat er vanaf station Vijfsluizen pendelbussen richting Vlaardingen reden en het keerspoor bij Schiedam Centrum werd gebruikt voor Test- en Proefbedrijf op de Hoekse Lijn. In het jaar 2021 reden er voor een bepaalde tijd enkel pendelmetro's tussen Binnenhof en Graskruid. De rest van de metrolijn A werd tijdelijk uit de dienstregeling geschrapt. Vanaf halverwege oktober 2021 reden de metro's van lijn A weer normaal, op uitzondering van de spitsritten tussen Schiedam Centrum en Vlaardingen West. De reden van de stillegging was dat er door onder andere onderhoud een tekort aan metrotreinstellen was.
| Traject       | Weekfrequenties       | Weekfrequenties | Weekfrequenties | Weekfrequenties | Vakantiefrequenties   | Vakantiefrequenties | Vakantiefrequenties | Vakantiefrequenties |
| Traject       | Maandag t/m donderdag | Vrijdag         | Zaterdag        | Zondag          | Maandag t/m donderdag | Vrijdag             | Zaterdag            | Zondag              |
| ------------- | --------------------- | --------------- | --------------- | --------------- | --------------------- | ------------------- | ------------------- | ------------------- |
| 05.30 - 07.00 | 4×/uur                | 4×/uur          | -               | -               | 4×/uur                | 4×/uur              | -                   | -                   |
| 07.00 - 08.00 | 6×/uur                | 6×/uur          | 4×/uur*         | -               | 4×/uur                | 4×/uur              | 4×/uur*             | -                   |
| 08.00 - 09.00 | 6×/uur                | 6×/uur          | 4×/uur*         | 4×/uur*         | 4×/uur                | 4×/uur              | 4×/uur*             | 4×/uur*             |
| 09.00 - 10.00 | 6×/uur                | 6×/uur          | 4×/uur*         | 4×/uur*         | 4×/uur                | 4×/uur              | 4×/uur*             | 4×/uur*             |
| 10.00 - 11.00 | 6×/uur                | 6×/uur          | 4×/uur          | 4×/uur          | 4×/uur                | 4×/uur              | 4×/uur              | 4×/uur              |
| 11.00 - 16.00 | 6×/uur                | 6×/uur          | 6×/uur          | 4×/uur          | 4×/uur                | 4×/uur              | 4×/uur              | 4×/uur              |
| 16.00 - 18.00 | 6×/uur                | 6×/uur^         | 6×/uur          | 4×/uur          | 4×/uur                | 4×/uur              | 4×/uur              | 4×/uur              |
| 18.00 - 19.00 | 6×/uur                | 6×/uur          | 4×/uur          | 4×/uur          | 4×/uur                | 4×/uur              | 4×/uur              | 4×/uur              |
| 19.00 - 00.30 | 4×/uur*               | 4×/uur*         | 4×/uur*         | 4×/uur*         | 4×/uur*               | 4×/uur*             | 4×/uur*             | 4×/uur*             |
| 00.30 - 01.30 | -                     | 1×/uur          | 1×/uur          | -               | -                     | 1×/uur              | 1×/uur              | -                   |

Op deze momenten rijdt lijn A niet verder dan Kralingse Zoom. (*)
De lijn wordt geëxploiteerd vanuit de remise 's-Gravenweg.

## Materieel
Op metrolijn A worden rijtuigen ingezet uit de series 5600 en 5700. Er wordt met twee gekoppelde rijtuigen uit de 5600- en 5700-serie gereden. In de avond worden losse rijtuigen uit de 5600- en 5700-serie ingezet, hiervoor worden de treinen 's avonds ontkoppeld op station Binnenhof. Op vrijdag (koopavond) wordt er ook met losse rijtuigen in de avond gereden.